# 1714 v loďstvech
Tento článek obsahuje významné události v oblasti loďstev v roce 1714.

## Události
7. srpna – Ruská flota porazila švédské lodě v bitvě u Gangutu.